# 一個人街角
《一個人街角》，是日本女歌手小泉今日子的第3張單曲。1982年9月21日發行。

## 簡介
歌曲旋律輕快，但蘊含著點滴憂傷的情緒。歌詞內容講述主人公和男友到海邊度過表面上平靜愉快的下午，可是恩愛的背後卻透露著危機的不安。
本曲是小泉今日子出道以來真正意義上的成名歌曲，首次進入了《The Best Ten》的前十位（第10位，進榜一週），小泉也首次被邀請上《The Best Ten》演出。
Oricon公信榜週間最高排行第13位，但在榜時間有17週之久，累計總銷量也已經達到15.4萬張，顯示小泉急升的人氣。
小泉憑這首歌獲得新宿音樂祭的金賞。

## 收錄曲目
1. 一個人街角（ひとり街角） - 3分7秒
  - 作詞：三浦德子；作曲：馬飼野康二；編曲：龍崎孝路
2. Teenage Dream（Teenageどりーむ） - 3分29秒
  - 作詞：Hearts；作曲：鈴木喜三郎；編曲：萩田光雄